# プロメテウス (リスト)
『プロメテウス』（Prometheus ）S.99は、フランツ・リストが作曲した5番目の交響詩。ギリシア神話のプロメテウスを描いている。

## 概要
1850年にヴァイマルで、ドイツの詩人、哲学者のヘルダーの像の除幕式に当たって、その「絆を解かれたプロメテウス」が上演された際に、リストはそのための序曲と1曲の合唱曲を作曲した。後にそれぞれを独立した曲とし、序曲の方は更に手を加えて、1855年に交響詩として発表した。
プロメテウスは火を盗んで人間に与え、ゼウスの怒りを買って岩山に縛り付けられた。しかしヘラクレスによって救い出されるところとなるのであり、リストはその苦しみを、解放された喜びをこの交響詩に表現した。

## 編成
ピッコロ、フルート2、オーボエ2、コーラングレ、クラリネット2、ファゴット2、ホルン4、トランペット2、トロンボーン3、チューバ、ティンパニ、弦五部

## 構成
最初の冒頭部はプロメテウスの怒りと苦悩を表すかのごとく始まり、対照的に優しい主題も顔を出す。中間のフーガ風に発展する部分は、文明がもたらされる困難な過程を表したものとされている。演奏時間は約12分。